# Interview (film)
 For alternative betydninger, se Interview. (Se også artikler, som begynder med Interview)
Interview er en dansk kortfilm fra 2014 instrueret af Mikkel Okholm.

## Handling
En småt begavet, ung mand ankommer til den vigtigste jobsamtale nogensinde. Han ved ikke, hvad jobbet går ud på, men han ved, at han vil have det. På trods af nervøsitet og forvirring opretholder han et fuldstændigt irrationelt niveau af optimisme og er fast besluttet på at gøre et godt indtryk. Han bliver afprøvet af vedholdende interviewere, der med grusomme og uhyrlige metoder vurderer hans kvaliteter. Som interviewet skrider frem mod den absolutte absurditet, skal et valg, der i sidste ende vil få indflydelse på hele menneskeheden, træffes.